# Anolis fowleri
Anolis fowleri (аноліс Фаулера) — вид ігуаноподібних ящірок родини анолісових (Dactyloidae). Ендемік Домініканської Республіки.

## Поширення і екологія
Аноліси Фаулера відомі мешкають в горах Центрального хребта на острові Гаїті. Вони живуть у вологих гірських тропічних лісах, на висоті від 1585 до 1770 м над рівнем моря. Відкладають яйця.

## Збереження
МСОП класифікує цей вид як такий, що перебуває під загрозою зникнення. Anolis fowleri загрожує знищення природного середовища.